# Sede Rai di Aosta
La Sede Rai di Aosta, in esteso Sede Rai per la Valle d'Aosta (in francese, Siège Rai d'Aoste e Siège Rai pour la Vallée d'Aoste) è il centro di produzione radiotelevisiva regionale della Rai nella Valle d'Aosta.

## Storia
La sede regionale della Rai per la Valle d'Aosta è situata a Saint-Christophe, comune confinante con Aosta, ed è operativa dal 2005. La Rai è presente a livello regionale in Valle d’Aosta dal 1968 con il gazzettino radiofonico “La Voix de la Vallée”, a cui, nel 1978, si è aggiunta la programmazione radiofonica con 50 minuti di trasmissione giornalieri.
Dal 1975, attraverso una serie di ponti e ripetitori sparsi nella regione, vengono trasmessi i programmi delle tv francofone France 2 e RTS.
Nel 1979 sono iniziate le trasmissioni televisive con il telegiornale e i programmi regionali.
Nel 1986, a seguito della convenzione stipulata tra la Rai e la Presidenza del Consiglio dei Ministri, è iniziata la programmazione televisiva e radiofonica in lingua francese e, nel 1994, con il rinnovo della Convenzione, le trasmissioni in francese sono state estese anche all’informazione giornalistica.
Dal 1999 è attivo il televideo regionale e dal settembre 2009 tutta la regione è passata al digitale terrestre, compresi France 2 e RTS.
Dal 1976 al 1980 furono create la Redazione Giornalistica e la Struttura di Programmazione.
Per quanto riguarda la lingua francese in Valle d'Aosta, è attivo Rai Vd'A.
Il palinsesto si articola, su diverse tipologie di programmi in lingua italiana e francese, come serie ad episodi, approfondimenti, documentari sulla vita cultura e tradizioni della Valle d'Aosta e, talvolta, anche delle regioni vicine del Canton Vallese o della regione Alvernia-Rodano-Alpi.

## Televisione

### Programmi
- Buongiorno Regione
- Il Settimanale
- TGR: Il TG regionale unico delle 19:35 contiene notizie in italiano, francese (spesso con servizi dalla redazione di France 3 della regione Rhône-Alpes riguardanti eventi o argomenti relativi ai dipartimenti francesi limitrofi) e talvolta in patois valdostano. Il TGR va in onda senza sottotitoli, in virtù del bilinguismo totale che vige in Valle d'Aosta. Si tratta di un caso unico nel panorama delle minoranze linguistiche d'Italia, legato alla politica d'istruzione vigente, atta a non separare la società valdostana in comunità linguistiche. Successivamente al TGR, prevalentemente in italiano, viene diffusa la trasmissione "RAI Vd'A - Programmes", largamente in francese e spesso anche in patois valdostano, anche in questo caso senza sottotitoli per lo stesso motivo. Dal 2000 al 2010 nella sigla del TGR appariva la scritta Valle d'Aosta in italiano e in francese.
- TGR Meteo (14:20 e 19:55). Il territorio regionale è suddiviso in zone climatiche: Rilievi a sud (comprendente Bruil, Cogne, La Thuile e Valsavarenche), il Fondo Valle (comprendente Aosta, Pré-Saint-Didier, Châtillon e Donnas) e il Rilievi a Nord (comprendente Breuil-Cervinia, Tache, Gaby e Champoluc).